# طريق E 77 (الإمارات العربية المتحدة)
طريق E 77 في الإمارات العربية المتحدة ( رمزه إ77 ) (E 77 )هو طريق في دولة الإمارات العربية المتحدة . يبدأ عند التقاطع السابع من شارع الشيخ زايد ( E 11 ) بالقرب من المنطقة الصناعية في جبل علي ، ويتقدم جنوبًا نحو مدينة حتا الداخلية، ويتقاطع مع طريق دبي - العين السريع ( E 66 ) على طول الطريق. يندمج الطريق E 77 في النهاية مع E 44 في لحباب ، مما يؤدي إلى حتا. تقع المعالم والمواقع المهمة في المدينة مثل مجمع دبي للاستثمار ومطار دبي وورلد سنترال الدولي الذي سيتم بناؤه قريبًا على طريق E 77 المؤدي إلى لحباب.